# Arnold Heise
Carl Arnold Leopold Heise (født 28. december 1837 i Birkerød, død 7. februar 1915 i København) var en dansk historiker og skolemand, søn af Carl Johan Heise.
Heise blev 1856 efter 3 års skolegang i Frederiksborg lærde Skole student her fra og tog 1862 filologisk-historisk embedseksamen. Efter en udenlandsrejse i 1863 ansattes han samme år som adjunkt ved Herlufsholm, forflyttedes 1868 i samme stilling til Viborg Katedralskole, kom 1882 som overlærer til Roskilde Katedralskole og vendte 1892 tilbage til Viborg som rektor. 1877 erhvervede han den filosofiske doktorgrad, 1884 blev han medlem af Det kongelige danske Selskab for Fædrelandets Historie.
Som historiker har Heise især syslet med Danmarks historie på reformationstiden, hvortil han havde et indgående kendskab. Til oplysning af denne tid har han udgivet en række afhandlinger i forskellige historiske tidsskrifter, til dels af betydeligt omfang, bl.a. Herredagen i Kjøbenhavn 1533; 1873, og Wolfgang v. Utenhof, 1877 begge i Historisk Tidsskrift, og herom handler også hans doktordisputats: Christiern II i Norge og hans Fængsling (1877). Det af Konrad Barner påbegyndte store værk: Familien Rosenkrantz' Historie fortsatte han med 2. bind (1882), omfattende 1. halvdel af det 16. århundrede, og slægten Rosenkrantz' historie i resten af samme århundrede skildrede han (1885-91) i Historisk Tidsskrift  og Personalhistorisk Tidsskrift .
Også andre perioder af Danmarks historie er han kommet ind på; han har f.eks. leveret bidrag til spørgsmålet om det ældste København . 1879 udgav han Diplomatarium Vibergense som indeholder dokumenter vedkommende Viborg By og Stift fra tiden 1200-1559 og 1890-91 en oversættelse af Skibbykrøniken. I alle sine arbejder viser Heise sig som en grundig og selvstændig forsker, og han har vidst at drage mange nye synspunkter frem.
5. august 1868 ægtede han Kaia Marie Ottilia Dichman (født 30. april 1837, datter af hans morbroder rektor Gustav Adolph Dichman. I 1894 blev han Ridder af Dannebrog og 1908 Dannebrogsmand. Han er begravet på Birkerød Kirkegård.
På Viborg Katedralskole var den senere forfatter Johannes V. Jensen en af hans elever.
Heises forskningsemne, Christian 2., er netop fokus for Johannes V. Jensens bog Kongens Fald fra 1900/1901.

## Fodnoter
1. ↑  Historisk Tidsskrift, 5. række V og VI
2. ↑  Personalhistorisk Tidsskrift, 2. række III og VI
3. ↑  1881-82 i Historisk Tidsskrift og Aarbøger for nordisk Oldkyndighed
4. ↑  Lars Bisgaard (2019), Christian 2. En biografi, Gads Forlag, s. 13, ISBN 978-87-12-05697-3, Wikidata  Q113171500